# Histoire des techniques

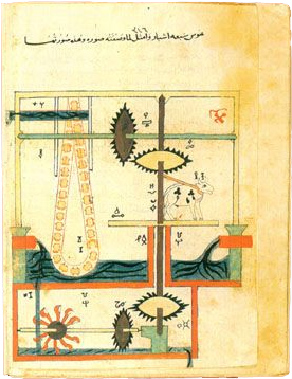
Noria d'après un manuscrit d'Al-Djazari, vers 1205.

L’histoire des techniques est l’étude de toutes les réalisations techniques de l’homme, de leur contexte d’apparition comme de leurs répercussions sur la société. La lecture la plus courante de cette histoire est que les progrès techniques répondent à des nécessités économiques, militaires ou sociales, et sont personnalisés par des intentions et des projets individuels. Leurs histoires au cours des âges sont donc étroitement liées aux évolutions des diverses civilisations humaines.
Jusqu'au XVIIIe siècle, les progrès techniques ont précédé les progrès scientifiques, le XIXe siècle a été une période de grandes innovations accompagnant la révolution industrielle, et l'occasion d'un rapprochement entre techniques et sciences. Depuis le milieu du XXe siècle progrès techniques et scientifiques sont intimement liés.

## Histoire de la discipline
L'histoire des techniques est un sujet d'étude assez récent, qui est apparu, en tant que domaine historique, dans l'entre-deux-guerres, à un moment où conjointement la technique (la rationalisation) et l'économie (la crise de 1929) faisaient débat. Deux grands textes ont marqué cette époque : L'Homme et la technique d'Oswald Spengler, paru en Allemagne en 1931 et Techniques et civilisation de Lewis Mumford, paru aux États-Unis en 1934.
Cet intérêt nouveau pour l'étude de l'impact des techniques sur le développement économique et sur les sociétés s'est traduit en France par la fondation en 1931 par Abel Rey, du Centre d'Histoire et de Philosophie des Sciences et des Techniques à la Sorbonne, qui publia la revue Thalès, et le numéro spécial de la revue des Annales d'Histoire Économique et Sociale, paru le 30 novembre 1935, qui débutait par la fameuse phrase : « Technique : un de ces nombreux mots dont l'histoire n'est pas faite ».
En France, après la Seconde Guerre mondiale, les études les plus importantes sont dues à Maurice Daumas, François Russo et Bertrand Gille qui ont avancé des thèses très différentes sur la manière de faire de l'histoire des techniques et sur les progrès des techniques au cours de l'histoire humaine. En Belgique, Jean C. Baudet s'est efforcé d'élucider les liens entre histoire des techniques et histoire des sciences.

## Chronologie
Il n'est pas possible de dater avec précision la plupart des inventions et évolutions techniques : mis à part le manque de documents ou d'éléments matériels, tout progrès marquant est le résultat de progrès techniques considérés comme mineurs, souvent avec des périodes de stagnations ou des progrès graduels, et des études détaillées, au cas par cas, montreraient que ces étapes sont indispensables aux réalisations majeures.

Chronologie technique

Certains auteurs défendent les idées selon lesquelles l'évolution des techniques est cumulative et la vitesse d'évolution augmente de manière exponentielle au cours de l'histoire : on parle de « l'accélération du progrès scientifique et technique ». Ils s'appuient notamment sur la nécessité d'utiliser une échelle de temps logarithmique pour rendre lisible toute frise ou tableau répertoriant les différents progrès techniques depuis les origines.
D'autres auteurs défendent cette idée d'accélération en ne se référant qu'à quelques grandes innovations techniques et en considérant la moyenne entre « la constatation des possibilités techniques de la découverte et le début du développement commercial du produit qui en a découlé » dans une période récente :
| Période considérée | Délai de réponse à l'innovation |
| ------------------ | ------------------------------- |
| 1885-1919          | 30 ans                          |
| 1920-1944          | 16 ans                          |
| 1945-1964          | 9 ans                           |

## L'économie et le militaire comme principaux commanditaires

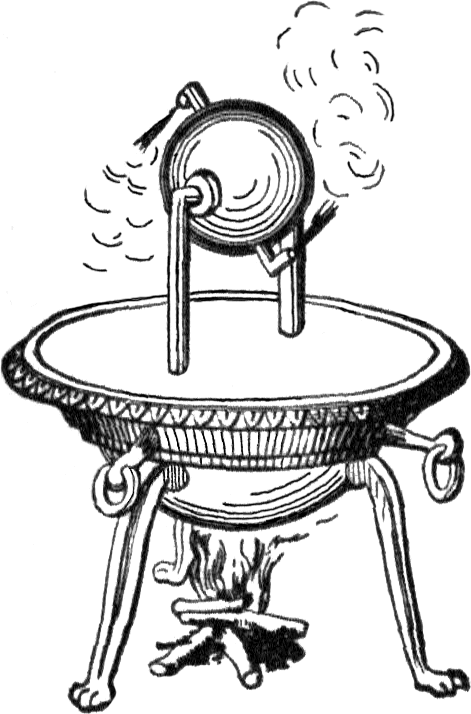
L'éolipyle d'Héron d'Alexandrie, illustration de 1876

Karl Marx a écrit que « le savoir social est devenu une force de production directe » et que « le capital » en définit l'usage. Sans prendre comme un dogme cette idée, l'histoire des techniques montre que les inventions individuelles sont toujours tributaires du contexte social et économique, et que leur devenir l'est encore plus. De brillantes inventions n'ont pas eu de suite pour cause de désintérêt, d'inutilité dans la suite de l'histoire de la société où elles sont nées. 
Exemples
Héron d'Alexandrie, héritier d'une grande tradition de mécaniciens grecs, a développé des mécanismes d'automates à des fins d'amusements publics ou de commandes par des temples religieux voulant faire forte impression sur leur public. Il a réalisé des mécanismes assimilables à la machine à vapeur, des mécanismes hydrauliques, associés à de l'autorégulation, des engrenages d'une grande sophistication, en utilisant les propriétés de la compressibilité de l'air et de l'incompressibilité de l'eau, allant jusqu'à permettre une programmation des mouvements réalisés par ses machineries sur la scène du spectacle. Tout cela ne sera que vaguement gardé en mémoire, comme objets de curiosités. En Occident, à partir de la Renaissance, et surtout du XVIIIe siècle, tout début de l'industrialisation, ses travaux seront utilisés ou ré-inventés, et grandement améliorés. Par contre, les mécanismes de l'art militaire grec, auxquels Héron d'Alexandrie n'apportera aucune innovation réalisable, trouveront immédiatement d'attentifs continuateurs dès la Rome antique.
Le développement du moulin, à eau ou à vent, ne se comprend qu'avec son importance économique. L'utilisation en a été longtemps limitée au broyage des grains en Occident, alors qu'en Chine il a été très tôt utilisé comme moyen de transformer l'énergie hydraulique en énergie mécanique pour toutes sortes d'usages (notamment pour activer les soufflets des hauts fourneaux) grâce à la connaissance du système bielle-manivelle dès le Ier siècle de notre ère.
Au Moyen Âge, les universités sont dirigées par des ordres religieux, ont un rôle très idéologique et sont presque complètement détachées des progrès techniques réalisées hors de leurs murs par la bourgeoisie marchande puis pré-industrielle.

## L'État: organisateur et bénéficiaire

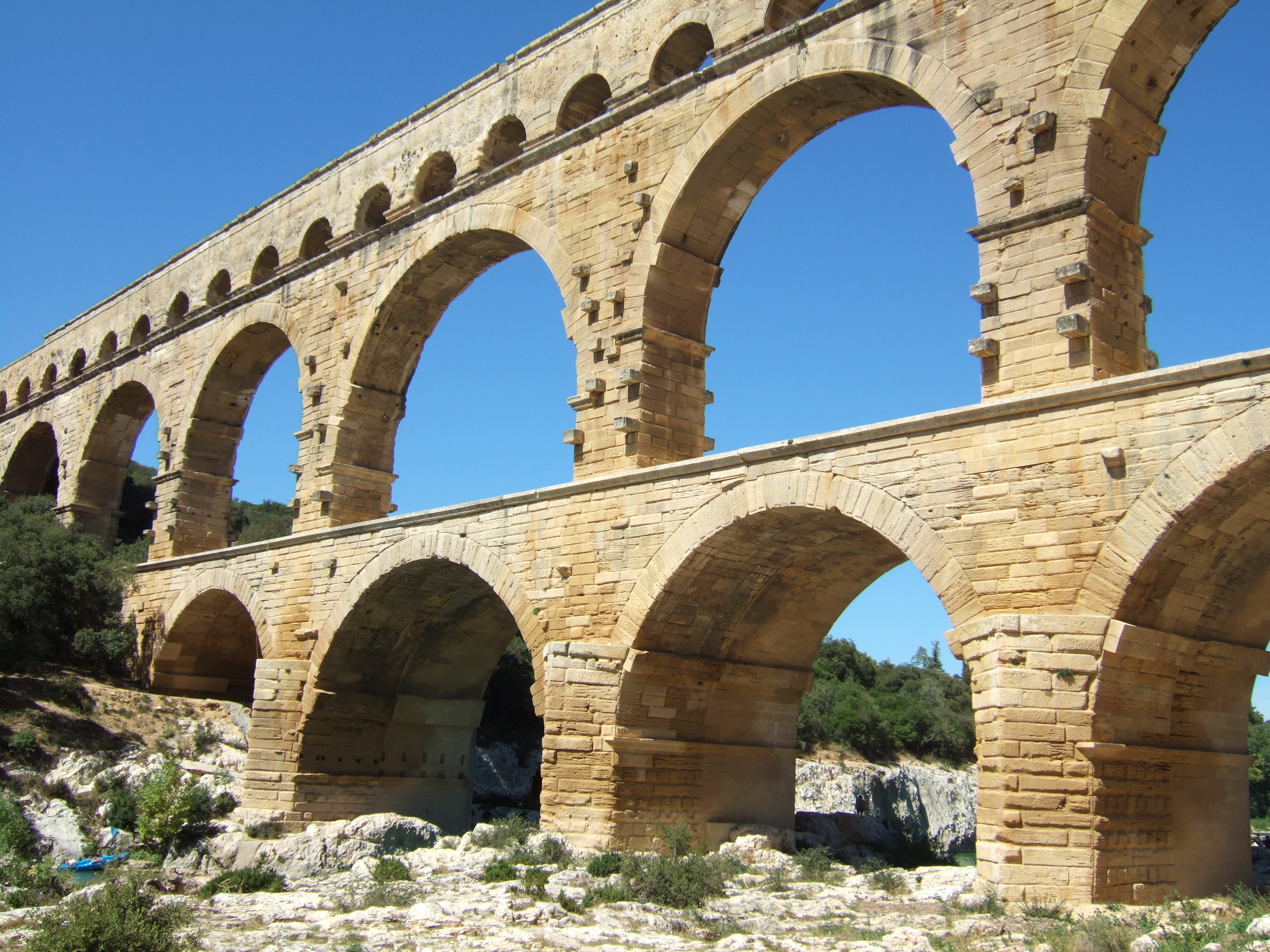
L'aqueduc romain du Pont du Gard.

De nombreuses observations de civilisations semblent indiquer que leur État a joué un rôle moteur dans l'épanouissement des techniques. En Égypte antique, en Mésopotamie et dans la Rome antique, par exemple, les canaux d'irrigation pour l'agriculture, les aqueducs pour l'approvisionnement des villes, les routes ont été édifiés par ces États. De manière plus générale, si toute activité technique (et scientifique) dérive d'une pratique sociale, les rapports entre les pouvoirs centraux forts et les progrès techniques sont complexes et leur analyse est considérée comme difficile.
L'Empire romain disposait, par ses conquêtes, d'accès aux meilleures compétences dans un domaine donné (les forgerons celtes, entre autres), d'un grand nombre de gisements de minerais divers, de moyens de combustion, et a édifié de nombreuses voies qui ont facilité les déplacements de matériaux, et l'administration romaine a permis de gérer au mieux ces différents avantages.
De nombreux souverains, des califes aux princes d'Europe ou d'Asie, ont financé la construction et la gestion d'observatoires astronomiques, favorisant ainsi certaines orientations dans les préoccupations techniques et scientifiques : les visées étaient en général religieuses, et agricoles (établissement de calendriers), mais concernaient aussi l'orientation des voyageurs à partir de l'observation du ciel étoilé et donc une meilleure gestion de l'espace géographique.
L'État français a développé les chemins de fer et amélioré la qualité des routes, au XIXe siècle, ce qui a favorisé les échanges extra-régionaux, et l'unification linguistique du pays (toutefois, il semble que l'école républicaine et la démocratisation des institutions, à la fin du XIXe siècle, aient été au moins aussi déterminantes).
Dans l'Europe pré-industrielle, l'invention de la propriété intellectuelle, par le biais du brevet, est une manière de favoriser les progrès techniques et leur rentabilité[réf. nécessaire].

## Les objets et techniques évoluent suivant des lignées

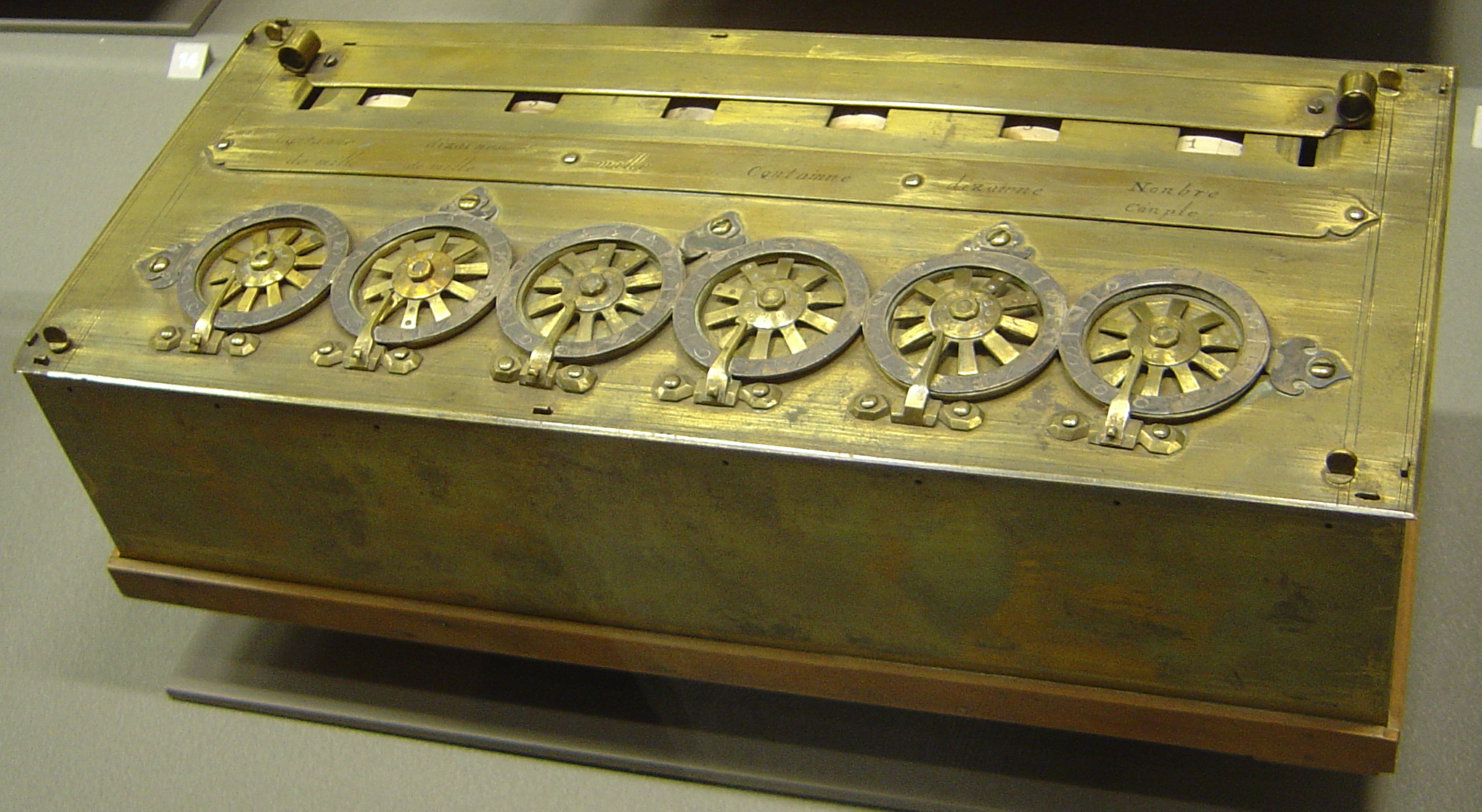
Une pascaline, machine à calculer à addition et soustraction directes inventée par Blaise Pascal en 1642

Les créations ex nihilo existent mais sont rarissimes. Un objet, outil ou machine est le fruit d'une maturation plus ou moins lente et de recherches parallèles sur la base d'une culture existante où les innovations sont successives, progressives et cumulatives autour d'objets de même type ayant les mêmes fonctions et le même type de fonctionnement.
Exemples
L'évolution de la taille de la pierre, du galet taillé il y a deux à trois millions d'années jusqu'au débitage Levallois il y a 300 000 ans, montre une maîtrise lente et progressive des méthodes du débitage qui s'appuie toujours sur les acquis antérieurs.
La métallurgie est née, vers le IVe millénaire avant notre ère, au sein de civilisations ayant au préalable développé la poterie, donc ayant déjà une bonne pratique des fours, et les premiers métaux ont été d'abord utilisés pour faire des bijoux. L'amélioration des fours, la pratique de la fabrication de ces bijoux ont permis de mieux maîtriser ces matériaux et d'envisager leur utilisation à d'autres fins.
La révolution industrielle est le fruit d'une lente évolution. Elle a commencé au XVIIe siècle avec la mécanisation croissante des moulins hydrauliques, l'invention et le perfectionnement des métiers à tisser et à filer, au départ à partir des exemples des automates. Parallèlement, depuis le XVIIe siècle, la recherche d'une source importante d'énergie pour pouvoir drainer les eaux s'infiltrant dans les mines de charbon a accentué l'intérêt pour les premières machines à vapeur (efficaces à partir du début du XVIIIe siècle) qui permettront, tout à la fin du XVIIIe siècle, d'affranchir les installations mécanisées des contraintes de l'énergie hydraulique,.
L'ordinateur, dont l'évolution n'est pas achevée, a émergé très lentement, puis à vitesse croissante, depuis l'abax des grecs, passant par la pascaline jusqu'à l'utilisation des microprocesseurs, mais toujours par améliorations successives en utilisant les progrès techniques réalisés récemment par différentes industries.[réf. nécessaire] Voir : Histoire des ordinateurs.

## Mutations ou révolutions?

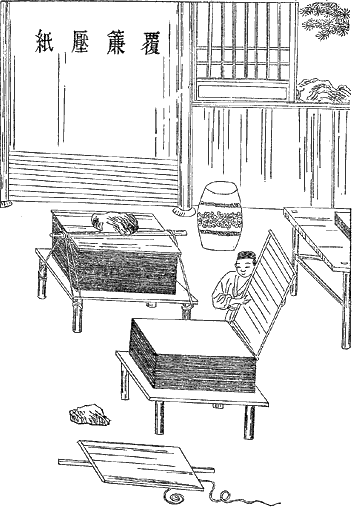
Fabrication de papier en Chine

Le principal point de divergence entre Maurice Daumas et Bertrand Gille se situe dans l'analyse des transitions techniques observées au sein de diverses civilisations.
Maurice Daumas affirma que « si on considère l'histoire des techniques à l'échelle de l'histoire de l'homme, et pas seulement de certaines civilisations, on ne décèle jamais une évolution régressive des techniques » et que « depuis l'origine de l'humanité, le progrès des techniques s'est poursuivi de façon régulière, à peu près sans faille » ; il voyait les changements importants dans une civilisation comme des « mutations ».
Bertrand Gille, se focalisant sur les études des techniques à une époque donnée, dans une civilisation donnée, y associait un « système technique » qui inclut les techniques et leurs liens avec le système économique et social. Avec cette grille d'analyse, il affirma que l'histoire des techniques est une succession de grands systèmes techniques, que certains systèmes sont restés « bloqués », et que la transition d'un système à l'autre est une « révolution technique ». Il semble que cette analyse a actuellement la faveur des spécialistes.
Exemples
Le Néolithique est une période où des changements dans les modes de vie de groupes humains sont tels que certains auteurs parlent de la révolution néolithique. Les changements sont apparus indépendamment en différents points du globe (croissant fertile, Chine, Andes, Mexique,Nouvelle-Guinée et centre de l'Afrique) entre 9000 et 1000 av. J.-C., environ. Ces changements sont principalement la sédentarisation, l'apparition de l'élevage, l'agriculture, la poterie, la croissance démographique, la hiérarchisation accrue des humains entre eux (qui aboutira progressivement à l'avènement des premières structures étatiques). Mais toutes les caractéristiques ne sont pas apparues simultanément, ni dans le même ordre (ni même toutes) dans les différents foyers néolithiques, au point que l'on parle parfois des révolutions néolithiques (au pluriel). De plus cette révolution s'est développée et étendue en plusieurs millénaires, progressant insensiblement à l'échelle d'une vie humaine, et s'accompagne aussi de certaines régressions de cette néolithisation, localement et temporairement. Les raisons de ces changements, radicaux à l'échelle du temps archéologique, restent très discutées : changement climatique, maturations techniques ou culturelles des humains, croissances démographiques nécessitant de plus grandes productions de denrées alimentaires, etc..
En Chine, la métallurgie a été inventée avec près de quinze siècles d'avance sur l'Occident : notamment le haut fourneau et une technique de cofusion du fer et de la fonte pour produire de l'acier (en Chine au VIe siècle, en Occident elle est décrite pour la première fois par Réaumur en 1722). De même, le premier véritable papier a été utilisé en Chine au IIe siècle. L'imprimerie a été ébauchée entre le VIIIe siècle et le Xe siècle, pour devenir vraiment typographique au milieu du XIe siècle. Toutefois, à partir des XVe et XVIe siècles les différentes techniques chinoises se sont figées dans leur savoir faire « médiéval » (bien que grandement en avance sur l'Occident), jusqu'à la révolution chinoise du XXe siècle, et ceci sans que les causes en soient encore bien comprises.
L'Occident, entre la chute de l'Empire romain et le Xe siècle, a connu une période de stagnation des techniques. Le Moyen Âge a ensuite vécu un renouveau possible grâce à trois innovations qui ont permis un important développement de l'agriculture (et peut-être aussi grâce à un adoucissement du climat), amenant une remontée démographique et la possibilité de nourrir des villes se développant. Ces trois innovations sont la charrue qui remplace l'araire, l'utilisation du cheval comme animal de trait et l'assolement triennal. En fait, durant la période creuse, l'Europe occidentale aurait assimilé des apports techniques supérieurs à ceux hérités de l'Empire romain : les chevaux plus robustes, la métallurgie novatrice et les habitudes agraires nouvelles des différents envahisseurs d'Europe centrale ou Maures. La période entre le IXe siècle et la Renaissance est parfois appelée « la révolution technique du Moyen Âge ».

## La roue comme première machine

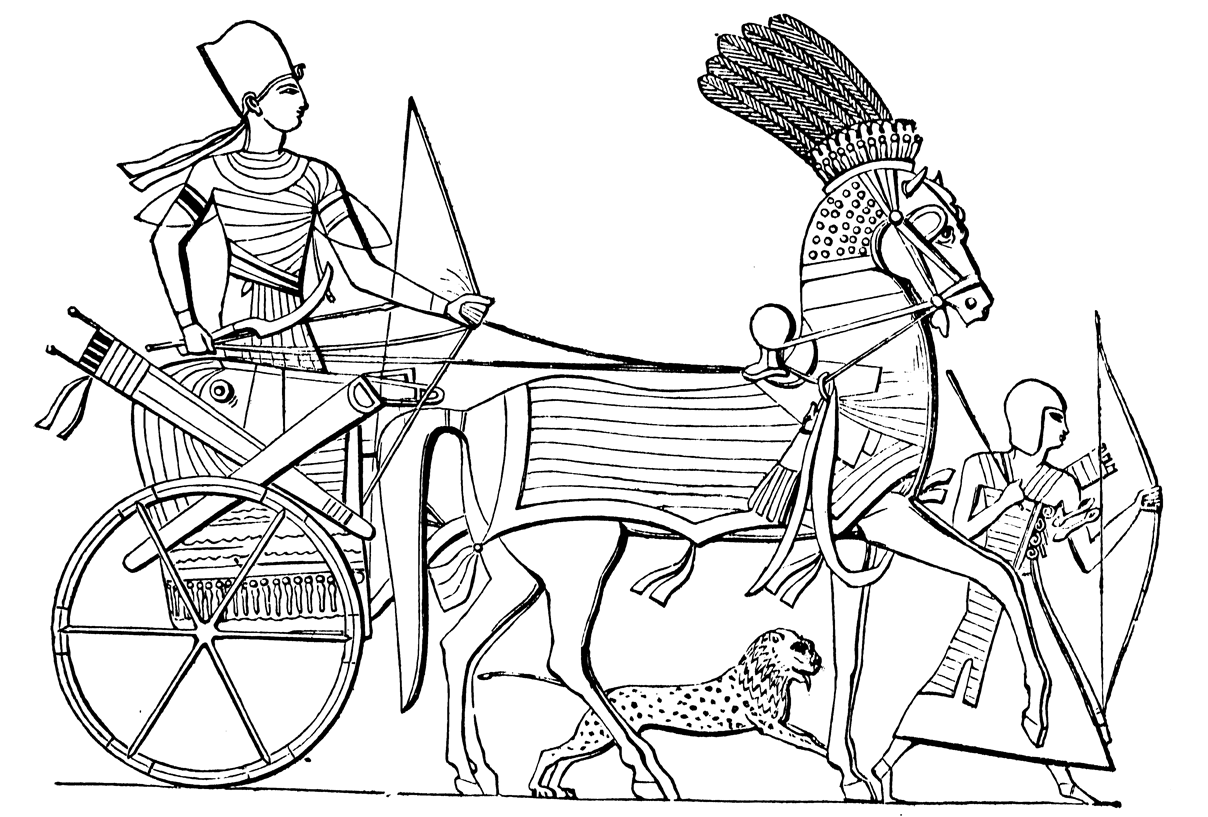
Un char de guerre égyptien

La roue est considérée comme la machine initiale pour toute civilisation : techniquement, sans la roue, il n'y a pas de mécanisme, pas de machine, et historiquement, les civilisations qui n'ont pas utilisé la roue comme outil n'ont développé aucun mécanisme. Les exemples les plus proches étant les civilisations précolombiennes : la roue y était présente dans des jouets mais n'y était pas utilisée dans un cadre technique, et aucun mécanisme ne semble avoir été développé par ces peuples (pas même une forme rudimentaire de la noria pourtant si répandue). Une explication proposée pour cette non-utilisation de la roue est née de l'observation que si la roue est une machine, il faut une énergie pour la mouvoir et les roues primitives étant en bois plein, elles sont lourdes et nécessitent un animal de trait pour être utilisées : il n'y avait pas d'animal domesticable capable de jouer ce rôle en Amérique précolombienne,.

## À particularités locales, innovations particulières
Des particularités propres à certaines régions sont parfois proposées pour expliquer des découvertes techniques précoces ou tardives, ou encore très spécifiques.
Exemples
Le fait que le bambou soit une plante spécifique à l'Asie a été proposé pour expliquer la précocité de certains progrès techniques en Chine : la fabrication des moulins à eau, entre autres, aurait été facilitée par l'usage de ce matériau souple et solide. Une spécificité des minerais de fer chinois, leur haute teneur en phosphore permettant d'abaisser la température de fusion, aurait été aussi un facteur facilitant la maîtrise de la métallurgie.
En Égypte antique, il a été découvert que la boue du Nil est très glissante quand elle est compactée et mouillée (en termes modernes : son coefficient de frottement est proche de zéro et une seule personne peut déplacer un rocher à fond plat d'une tonne). Cela a permis le déplacement de rochers monumentaux et la construction des édifices que l'on connaît.
En Europe du Nord, les clepsydres (horloges à eau) étaient gelées en hiver, de plus le développement du travail salarié dans les villes aurait accru une demande d'un « temps mesuré », et non plus « naturel ». Au XIIIe siècle, cela aurait favorisé la recherche d'un autre moyen pour marquer le temps : la gravité devint la force motrice d'une horloge mécanique, d'abord imprécise. Ce nouveau mécanisme aurait été largement inspiré de celui des automates. À la fin du XIIIe siècle, les premières cathédrales dotées de telles horloges étaient anglaises, et la mode se répandit à travers toute l'Europe au XIVe siècle.
Alors qu'en Angleterre les ressources en bois et en énergie hydraulique ont trouvé leur limite au cours du XVIIIe siècle, poussant à l'utilisation de la houille et de la machine à vapeur, en France il y avait peu de houille et l'énergie hydraulique n'était pas considérée comme suffisamment exploitée. Stimulées par l'État, et sur l'exemple de l'analyse faite vers 1750 par l'ingénieur militaire Bélidor à propos des moulins à eau ayant une roue à axe de rotation vertical (historiquement très présents autour de la Méditerranée, et en particulier en pays de langue d'oc), les recherches pour optimiser le rendement des roues à eau s'intensifièrent au début du XIXe siècle pour aboutir, en 1832, à un rendement de l'ordre de 80 % et à une dénomination nouvelle : turbine hydraulique. Le modèle initial a été grandement amélioré et c'est aujourd'hui la source d'un quart de la production mondiale d'électricité,.

## Techniques et corps de métiers

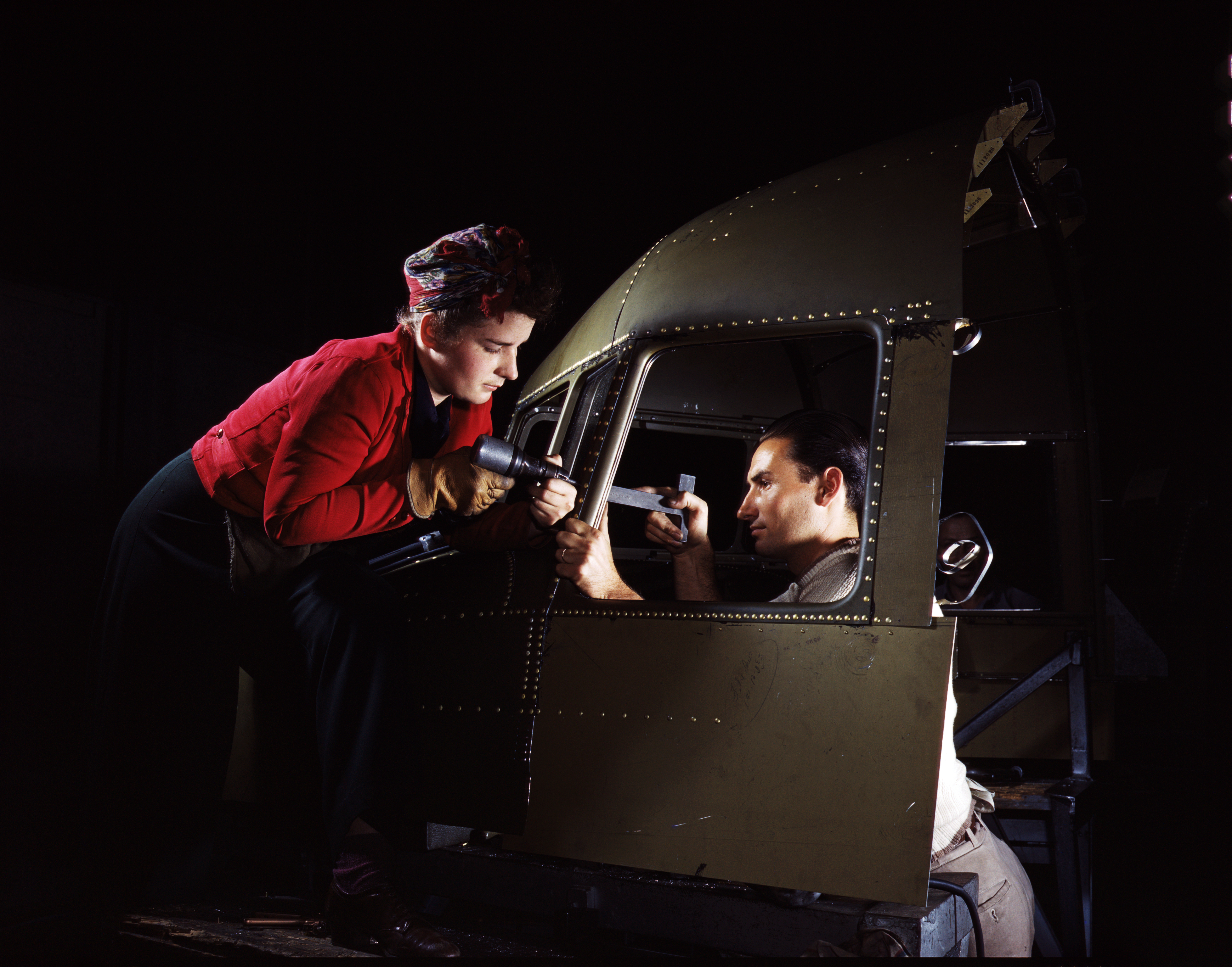
Équipe de rivetage sur un cockpit de C-47

De nombreuses techniques ont été accompagnées de corps de métiers qui ont joué un rôle de transmission des savoir-faire de génération en génération, accompagnés de rites et coutumes, même parfois de divinités ou de saint patron, et ayant évolué de manières diverses au cours des changements techniques survenus.
Exemples
Le forgeron a eu un statut particulier dans de nombreuses sociétés : à l'écart dans les villes et villages, son activité était souvent chargée d'une symbolique de maître du feu et de la transformation des éléments. Le dicton « C'est en forgeant que l'on devient forgeron » souligne que cette corporation (comme toutes, avant l'époque industrielle) intégrait de nouveaux membres par de longues années d'apprentissage. Personnage indispensable à l'agriculture utilisant des outils en fer, au début de l'ère industrielle sa corporation subit une concentration sous la forme de « juxtapositions d'unités de production plus ou moins indépendantes », toujours liées au monde agricole, sous la direction de « maîtres des forges », puis disparut progressivement avec l'avènement de la métallurgie industrielle et de l'agriculture mécanisée.
En Occident, les constructeurs de moulins se sont transmis un savoir-faire toujours plus élaboré jusqu'au début de la révolution industrielle, durant laquelle ils ont constitué le gros des troupes des premiers ingénieurs : au XVIIIe siècle, les moulins sont des machineries que l'on peut qualifier de pré-industrielles et ont été des modèles pour les premières machineries de l'ère industrielle.
Les faiseurs de bas, passés du statut d'artisans à celui d'ouvriers, entre les XVIIe et XVIIIe siècles, apporteront leur savoir-faire lors de la mécanisation de leur métier : les machines à bas ne pourront tout faire que tardivement et un tour de main de connaisseur était nécessaire pour compléter le travail des automates, tour de main qui s'est adapté aux conditions du métier mécanisé. Le même constat peut être fait aujourd'hui avec les mécanisations de gestes professionnels.
Les poseurs de rivets, appelés les « riveurs », ont formé une corporation à part entière durant l'ère industrielle, survivante à de multiples tentatives d'automatisations. Au début du XIXe siècle, dans la grande industrie, le rivetage est une pratique artisanale, répétitive, indispensable mais assez lente par rapport aux autres stades de fabrication (qui sont souvent mécanisés) et mobilisant beaucoup de personnels (il ne se fait que par équipe d'au moins trois personnes). Les recherches d'une entière mécanisation de cette tâche, bien qu'insistantes, n'ont permis que de passer de l'utilisation de la masse à celui d'une riveuse hydraulique portative, pour finalement adopter le marteau pneumatique (inventé aux États-Unis avant 1900), ce qui a diminué le nombre de personnes employées à river, en a augmenté la vitesse d'exécution, mais a multiplié le nombre de surdités professionnelles. Le rivetage par équipe a quasiment disparu dans l'entre-deux-guerres. Les recherches de techniques de substitution au rivetage ont été l'occasion d'inventer le soudage.

## Sources et transport de l'énergie

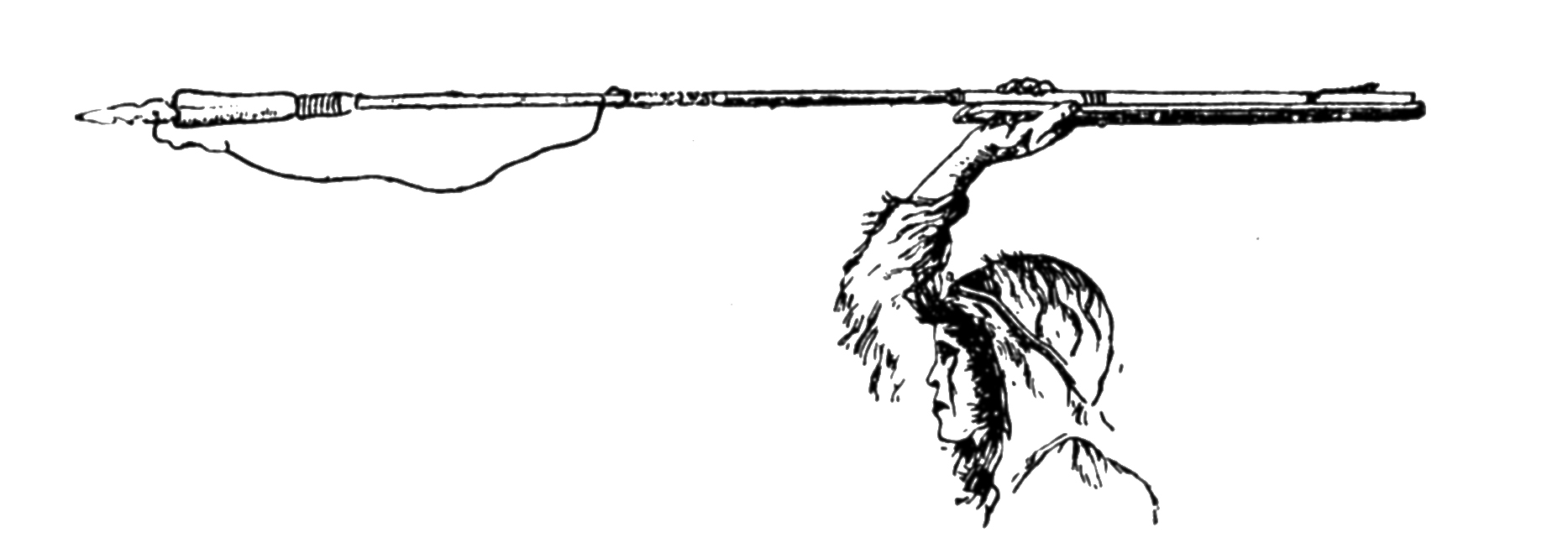
Inuit utilisant un propulseur

La notion d'énergie a été dégagée au XIXe siècle, mais on peut lire l'histoire des techniques depuis les origines à travers l'histoire de la maîtrise de ses différentes formes, la découverte de ses différentes sources et les moyens de la transporter. Toutefois, il faut prendre garde de ne pas s'y limiter car c'est aussi oublier les autres aspects de la technique qui sont, entre autres, la maîtrise des contraintes mécaniques, de la découverte et la transformation des éléments, l'exploitation de micro-propriétés qui améliorent une technique existante, les motivations qui ont poussé à résoudre tel ou tel problème, etc. L'histoire de la maîtrise de l'énergie peut être un fil directeur, mais est simplificatrice et valorise les techniques à partir du XIXe siècle.
Avant la roue, la principale source d'énergie était le muscle humain pour atteindre la source primaire d'énergie qu'est la nourriture. Pour tailler, lancer, couper, etc., seule la force humaine était disponible. L'humain a cherché à améliorer son efficacité, par exemple dans le lancer de sagaie en inventant le propulseur, ou le levier, puis la poulie, etc. L'unicité de sa source d'énergie n'a pas empêché l'humain de se servir de son cerveau pour réaliser des pièges, développer des stratégies, fabriquer des armes de chasse plus efficaces, et améliorer son quotidien.
À travers le feu, l'énergie thermique n'a longtemps été utilisée qu'à transformer des éléments disponibles : cuire des aliments, la poterie, et plus tard la métallurgie.
Avec la domestication, la force animale est devenue une nouvelle source d'énergie disponible. Elle a permis une agriculture plus efficace et des transports de charges plus importants, mais aussi une plus grande disponibilité des aliments carnés. La roue est venue après : elle permet d'utiliser la force animale pour transporter, faire tourner des moulins broyeurs de grains.
L'énergie éolienne a été utilisée pour naviguer. L'optimisation de la taille, de la forme et du matériau des voiles, ainsi que du bateau, est une recherche toujours en progrès.
L'énergie potentielle élastique a été exploitée d'abord dans les arts militaires par l'utilisation de ressorts principalement en bois (arc, catapulte, etc.), puis, au XVe siècle, en horlogerie quand des ressorts métalliques ont pu être fabriqués.
L'énergie géothermique est utilisée depuis au moins l'Antiquité pour réchauffer certains bâtiments.
L'énergie hydraulique, maîtrisée grâce aux moulins à eau, a permis d'avoir en permanence à disposition, et presque sans baisse de régime, une énergie pour un temps infini. Toutefois, en Occident, son utilisation a été longtemps limitée à moudre des grains, alors qu'en Chine elle a très tôt permis d'activer les soufflets d'une métallurgie en plein développement. L'énergie éolienne joue un rôle similaire, mais est souvent moins importante. Une particularité chinoise est constituée par les cerfs-volants qui y ont été utilisés très tôt comme monte-charges.[réf. nécessaire]
L'énergie gravitationnelle est utilisée très tôt par Héron d'Alexandrie pour ses automates. Elle est utilisée, dans la construction, pour actionner des grues à roue, en particulier au Moyen Âge. À partir du XIIe siècle, elle sera systématiquement utilisée pour l'horlogerie.

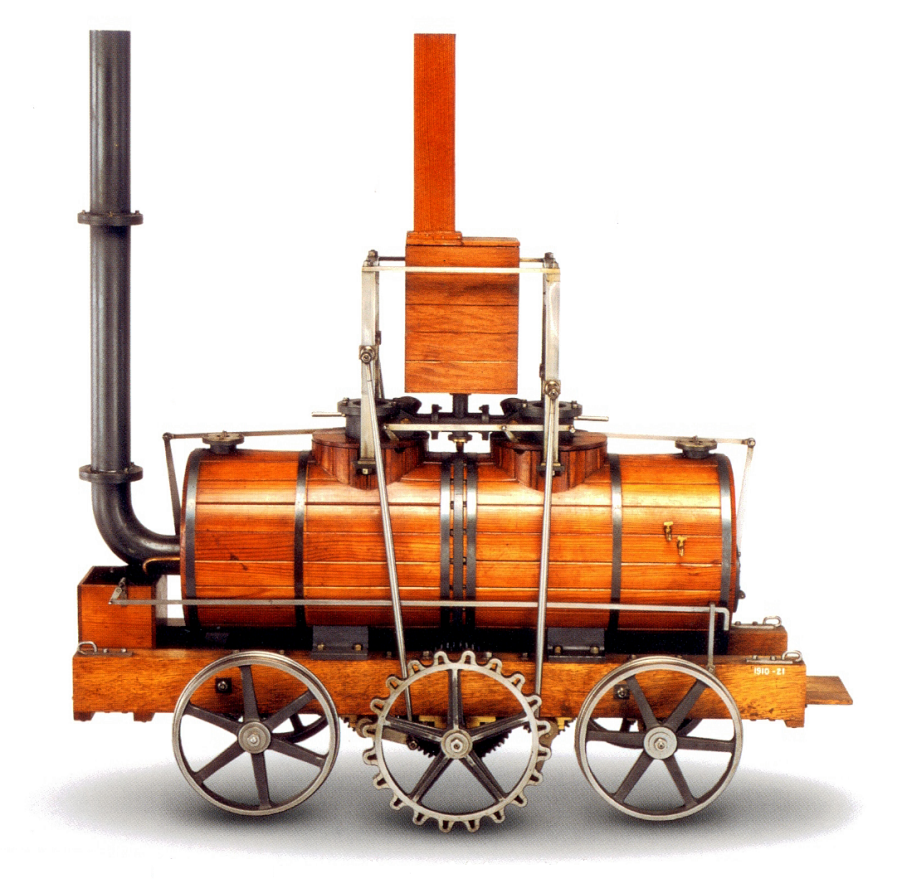
La Salamanca, première locomotive à crémaillère de John Blenkinsop

Au XVIIIe siècle commence l'utilisation de la transformation de l'énergie thermique en énergie mécanique, par le biais de la machine à vapeur. La machine à vapeur permet de s'affranchir des contraintes de l'énergie hydraulique, notamment la proximité d'un cours d'eau assez fort. Des améliorations lui permettent même d'être transportée, d'où le bateau à vapeur, la locomotive à vapeur, puis l'automobile. C'est l'époque où la recherche des sources d'énergie est devenue une préoccupation à part entière : elle s'oriente principalement vers les énergies fossiles, le charbon puis le pétrole.
L'électricité est un moyen de transporter l'énergie. Elle sera utilisable à l'échelle industrielle à partir de la fin du XIXe siècle. Toutefois, elle n'est pas le seul moyen de transport utilisé : avant elle, l'énergie était transportée principalement par des transmissions mécaniques, ce qui limitait la distance de transmission, de plus cela occasionnait d'importantes pertes d'énergie jusqu'à ce que les roulements à billes et autres huilages des mécaniques optimisent les frottements. Au sein d'une même usine, pour activer certains outils mécaniques, le transport de l'énergie a été aussi envisagé par la pression hydraulique, à laquelle a été préféré l'air comprimé plus compatible avec les dangers de l'électricité.
L'énergie atomique n'apparaît qu'au milieu du XXe siècle.
L'énergie solaire n'a commencé à être directement utilisée qu'au XXe siècle.

## Relations entre techniques et sciences

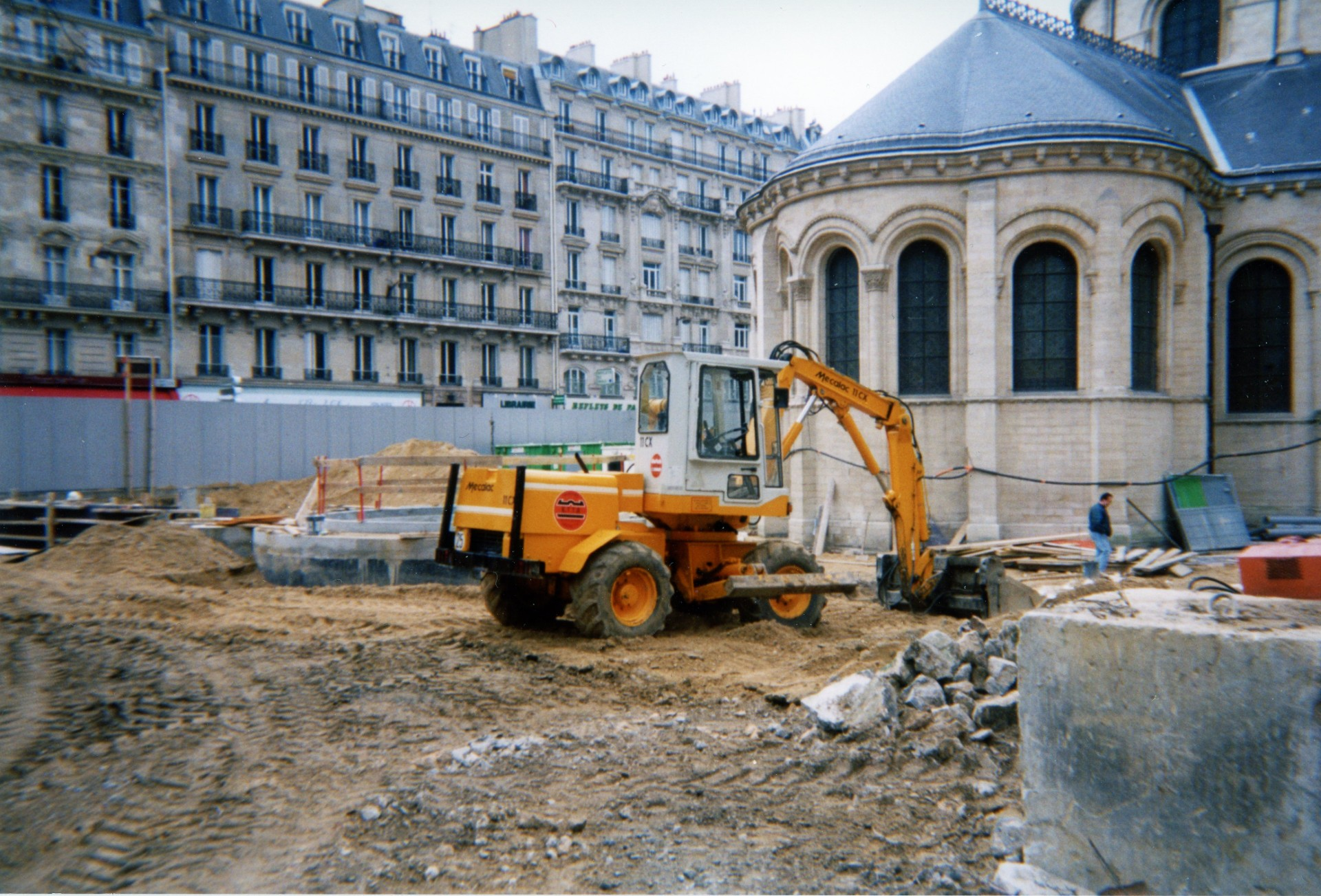
Rénovation du musée du Conservatoire National des Arts et Métiers consacré à l'histoire des sciences et des techniques.

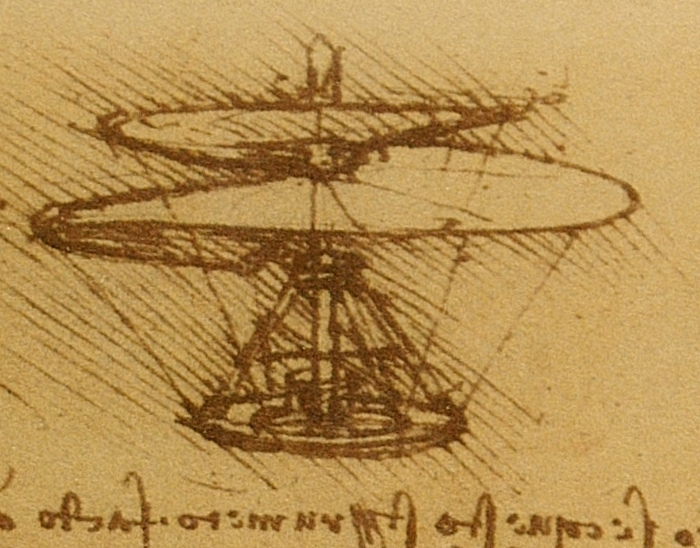
Hélicoptère imaginé par Léonard de Vinci

Jusqu'à la Renaissance, à l'exception de quelques situations historiquement isolées, les techniques se sont développées indépendamment des sciences. De plus, les techniques ont généralement précédé et inspiré les sciences. Sciences (savoirs théoriques) et techniques (savoir-faire) ont été développées par des personnes différentes, appartenant à des catégories sociales différentes, et sont sans rapport direct bien qu'elles interagissent dans les sociétés où elles cohabitent.
Au XVIe siècle, en Europe, est déjà amorcé un rapprochement entre sciences et techniques, comme cela s'est manifesté chez des ingénieurs tels que les emblématiques Brunelleschi ou Léonard de Vinci. À partir du XVIIe siècle, des ateliers réalisent des instruments scientifiques, la physique moderne nait inspirée par l'intérêt porté aux problèmes techniques (Galilée, Christian Huygens, Blaise Pascal, etc.), et les Académies des sciences (en Angleterre au XVIIe siècle, en France au XVIIIe siècle) s'intéressent officiellement aux techniques. La bourgeoisie, au pouvoir économique croissant, manifeste son intérêt pour une vision synthétique des techniques et des sciences, comme cela peut se voir dans l'Encyclopédie de Diderot et D'Alembert.

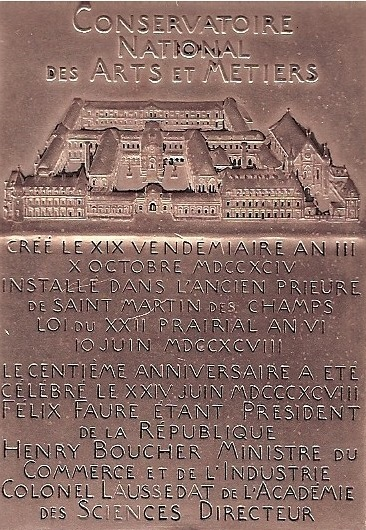
Médaille du Conservatoire national des arts et métiers (Monnaie de Paris).

En 1794, est créé à Paris le Conservatoire national des arts et métiers dont le musée est consacré à l'histoire des sciences et des techniques.
À partir du XIXe siècle les liens entre techniques et sciences se densifient : bien que les grands progrès techniques soient dus en général à des techniciens, voire parfois à des bricoleurs, les sciences précèdent parfois les techniques et permettent d'en créer de nouvelles (l'électricité en est le meilleur exemple). Surtout, les sciences s'inspirent ouvertement des progrès techniques pour mieux comprendre certains phénomènes naturels (la thermodynamique, par exemple).
Au XXe siècle émerge la technoscience : de nombreuses innovations techniques sont dues à des progrès scientifiques (en physique, en biologie) mais les recherches scientifiques sont aussi très dépendantes d'apports techniques importants (expérimentations, calculs sur ordinateurs). De nombreuses multinationales investissent dans la recherche scientifique de premier plan afin d'assurer leur compétitivité technique (IBM, Laboratoires Bell, industrie pharmaceutique, etc.).

### Institutions en France

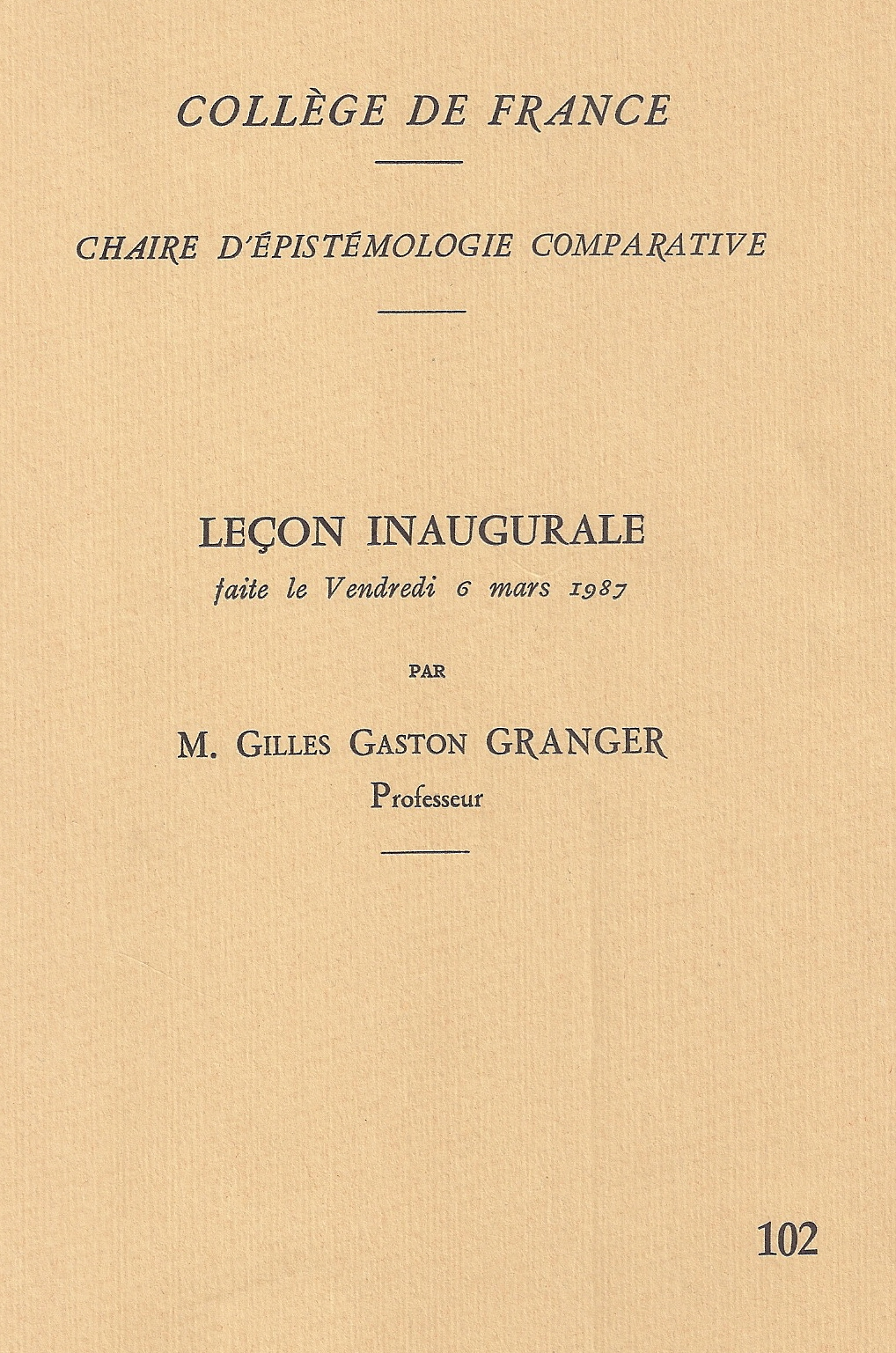
Chaire Épistémologie comparative du Collège de France

Les relations entre techniques et sciences sont étudiées en épistémologie qui en France a le statut institutionnel d'une discipline à part, distincte de la philosophie et de l'histoire : elle constitue ainsi la section 72 du CNU. Elle y occupe plusieurs dizaines de laboratoires, dont notamment l'IHPST, le Centre de recherche en épistémologie appliquée, REHSEIS, le Centre François Viete, les Archives Henri Poincaré, le Centre Georges Canguilhem, l'Institut Jean-Nicod, le Centre Gilles Gaston Granger, l'IRIST, l'unité Savoirs et Textes, le GRS (Groupe de recherche sur les savoirs), qui regroupent des centaines de chercheurs, le CREA (Centre de recherche en épistémologie appliquée), le CEP (Centre d'épistémologie et de physique) ou le Centre de recherches Alexandre-Koyré. Elle intéresse plus d'une vingtaine d'écoles doctorales et des sociétés savantes comme la Société de philosophie des sciences (dépendant de l'ENS Ulm) ou la SFHST ou des listes de diffusion comme Theuth. En 1987, une chaire d'Épistémologie comparative est créée au Collège de France pour Gilles Gaston Granger.

#### Sources de l'article
- Ahmed Djebbar, Gabriel Gohau et Jean Rosmorduc, Pour l'histoire des sciences et des techniques, par Hachette et CNDP éditeurs, 2006, 160 pages  (ISBN 2011708869 et 2240022159).
- Bruno Jacomy, Une histoire des techniques, Seuil éditeur, 1990, 380 pages environ,  (ISBN 202012405X)

#### Autres
- Jean C. Baudet, De l'outil à la machine. Histoire des techniques jusqu'en 1800, 2003, Paris, Vuibert.
- Jean C. Baudet, De la machine au système. Histoire des techniques depuis 1800, 2004, Paris, Vuibert.
- Jean C. Baudet, Les plus grandes inventions, Paris, La Boîte à Pandore, 2015.
- Maurice Daumas, Histoire générale des techniques (cinq volumes), Presses universitaires de France, collection « Quadrige », octobre 1996  (ISBN 2-13-047860-3) ;
- Émission de la BBC : civilisation.
- Bertrand Gille :
  - (s. dir.), Histoire des techniques, Gallimard, « La Pléiade », 1680 pages, 1978  (ISBN 2070108813) ;
  - Les Ingénieurs de la Renaissance, thèse histoire, Paris, 1960 ; Seuil, coll. « Points Sciences » 1978  (ISBN 2-02-004913-9) ;
  - Les Mécaniciens grecs, Seuil / science ouverte, 1980  (ISBN 2-02-005395-0) ;
- L'Âge d'or des sciences arabes, Actes Sud / Institut du monde arabe, oct. 2005  (ISBN 2-7427-5672-8) ;
- La Recherche en histoire des sciences, Le Seuil / La Recherche, 1983  (ISBN 2-02-006595-9).
- Déclaration du congrès US donnant la paternité de l'invention du téléphone à Antonio Meucci en la retirant à Bell ici en anglais